# The Swarm (sèrie de televisió)
The Swarm (en alemany, Der Schwarm) és una mini sèrie de televisió produïda sota la direcció del canal alemany ZDF com a part de l'Aliança Europea, juntament amb France Télévisions i la Rai, i en coproducció amb ORF, SRF, Nordic Entertainment Group (Escandinàvia) i Hulu Japan; i compta amb el suport d'Europa Creativa, el programa de mitjans de la Unió Europea. És una adaptació de la novel·la homònima de Frank Schätzing publicada el 2004, on es descriu la lluita de la humanitat contra una intel·ligència desconeguda que viu a les profunditats del mar.
Produïda amb un pressupost estimat de 40 milions d'euros, fet que la converteix en la producció alemanya per televisió més cara de tots els temps, va fer l'estrena mundial al 73è Festival Internacional de Cinema de Berlín a la Berlinale el 19 de febrer de 2023; i també fora de competició al Séries Mania Festival de Lilla el març de 2023.

## Argument
De manera més o menys aïllada en diferents indrets del món es van produint fets inexplicables relacionats amb la mar, ja siguin balenes que es comporten de manera agressiva, crustacis que dupliquen la mida i la velocitat de creixement, bactèries que s'escampen des de fosses marines, etc. Diversos grups d'investigadors pensen que poden estar relacionats i s'adonen que la causa de tot plegat procedeix d'una espècie desconeguda ubicada a les profunditats marines.

## Repartiment
- Cécile de France com el dr. Cécile Roche
- Alexander Karim com el dr. Sigur Johanson
- Leonie Benesch com a Charlie Wagner
- Joshua Odjick com a Leon Anawak
- Takuya Kimura com a Aito Mifune
- Krista Kosonen com a Tina Lund
- Rosabell Laurenti Sellers com a Alicia Delaware
- Barbara Sukowa com la professora Katharina Lehmann
- Kim Mousa com a Mesuli
- Oliver Masucci com el capità Jasper Alban
- Sharon Duncan-Brewster com a Samantha Crowe
- Claudia Jurt com la dr. Natalia Oliviera
- Kari Corbett com a Iona
- Jack Greenlees com a Douglas MacKinnon
- Lydia Wilson com a Sara Thompson
- Takehiro Hira com a Riku Sato
- Klaas Heufer-Umlauf com a Luther Roscovitz
- Eidin Jalali com a Rahim Amir
- Franziska Weisz com a Sophia Granelli
- Andrea Guo com a Jess
- David Vormweg com a Tomas
- Dutch Johnson com a Jack Greywolf O'Bannon

## Episodis
| Núm. d'història | Episodi | Títol       | Direcció       | Guió                                                                           | Data d'estrena |  |
| --------------- | ------- | ----------- | -------------- | ------------------------------------------------------------------------------ | -------------- |  |
| 1               | 1       | "Episode 1" | Luke Watson    | Frank Schätzing, Steven Lally, Marissa Lestrade, Michael A. Walker, Chris Lunt | 22 febrer 2023 |  |
|                 |         |             |                |                                                                                |                |  |
| 2               | 2       | "Episode 2" | Luke Watson    | Frank Schätzing, Chris Lunt, Steven Lally, Marissa Lestrade, Michael A. Walker | 22 febrer 2023 |  |
|                 |         |             |                |                                                                                |                |  |
| 3               | 3       | "Episode 3" | Barbara Eder   | Frank Schätzing, Steven Lally, Marissa Lestrade, Michael A. Walker, Chris Lunt | 22 febrer 2023 |  |
|                 |         |             |                |                                                                                |                |  |
| 4               | 4       | "Episode 4" | Barbara Eder   | Frank Schätzing, Steven Lally, Marissa Lestrade, Michael A. Walker, Chris Lunt | 1 març 2023    |  |
|                 |         |             |                |                                                                                |                |  |
| 5               | 5       | "Episode 5" | Barbara Eder   | Frank Schätzing, Steven Lally, Marissa Lestrade, Michael A. Walker, Chris Lunt | 1 març 2023    |  |
|                 |         |             |                |                                                                                |                |  |
| 6               | 6       | "Episode 6" | Barbara Eder   | Frank Schätzing, Steven Lally, Marissa Lestrade, Michael A. Walker, Chris Lunt | 1 març 2023    |  |
|                 |         |             |                |                                                                                |                |  |
| 7               | 7       | "Episode 7" | Philipp Stölzl | Frank Schätzing, Steven Lally, Marissa Lestrade, Michael A. Walker, Chris Lunt | 8 març 2023    |  |
|                 |         |             |                |                                                                                |                |  |
| 8               | 8       | "Episode 8" | Philipp Stölzl | Frank Schätzing, Steven Lally, Marissa Lestrade, Michael A. Walker, Chris Lunt | 8 març 2023    |  |
|                 |         |             |                |                                                                                |                |  |

## Producció
El guió va ser escrit per Steven Lally, Marissa Lestrade, Chris Lunt i Michael A. Walker en consulta amb experts, com la professora i investigadora polar de l'Institut Alfred Wegener, Antje Boetius; i el doctor Jon Copley, professor d'exploració oceànica de la Universitat de Southampton. Barbara Eder, Luke Watson i Philipp Stölzl van dirigir la sèrie.
El rodatge va començar el 7 de juny de 2021 a Itàlia i Bèlgica, mentre que les escenes finals es van filmar en un estudi submarí de 23 milions d'euros als afores de Brussel·les.